# Medicalgorithmics
Medicalgorithmics S.A. – polskie przedsiębiorstwo branży high-tech, będące ekspertem i dostawcą rozwiązań systemowych oraz algorytmicznych w diagnostyce kardiologicznej.

## Historia
Spółkę w 2005 r. założyli dwaj naukowcy: Marcin Szumowski i Marek Dziubiński (obecny prezes zarządu). Od 2011 r. akcje spółki notowane są na Giełdzie Papierów Wartościowych w Warszawie.